# Dekanat Gloggnitz
Dekanat Gloggnitz – jeden z 17 dekanatów rzymskokatolickich wchodzących w skład wikariatu Unter dem Wienerwald archidiecezji wiedeńskiej w Austrii. W jego skład wchodzi 14 parafii. 

## Lista parafii
| Lp. | Miejscowość                   | Parafia                                              | Kościół                                                                           | Grafika |
| --- | ----------------------------- | ---------------------------------------------------- | --------------------------------------------------------------------------------- | ------- |
| 1   | Edlach an der Rax             | Parafia Ducha Świętego                               | Kościół Ducha Świętego w Edlach an der Rax                                        |         |
| 2   | Gloggnitz                     | Parafia Chrystusa Króla                              | Kościół Chrystusa Króla w Gloggnitz                                               |         |
| 3   | Schottwien-Klamm am Semmering | Parafia św. Marcina                                  | Kościół św. Marcina w Schottwien-Klamm am Semmering                               |         |
| 4   | Kranichberg                   | Parafia św. Filipa i św. Krzysztofa                  | Kościół św. Filipa i św. Krzysztofa w Kranichberg                                 |         |
| 5   | Payerbach                     | Parafia św. Jakuba Starszego                         | Kościół św. Jakuba Starszego w Payerbach                                          |         |
| 6   | Pottschach                    | Parafia św. Dionizego                                | Kościół św. Dionizego w Pottschach                                                |         |
| 7   | Prein an der Rax              | Parafia św. Pawła Bekehrung                          | Kościół św. Pawła Bekehrung w Prein an der Rax                                    |         |
| 8   | Prigglitz                     | Parafia św. Mikołaja                                 | Kościół św. Mikołaja w Prigglitz                                                  |         |
| 9   | Raach am Hochgebirge          | Parafia św. Idziego                                  | Kościół św. Idziego w Raach am Hochgebirge                                        |         |
| 10  | Reichenau an der Rax          | Parafia św. Barbary                                  | Kościół św. Barbary w Reichenau an der Rax                                        |         |
| 11  | Schottwien                    | Parafia św. Wita                                     | Kościół św. Wita w Schottwien                                                     |         |
| 12  | Semmering                     | Parafia Świętej Rodziny                              | Kościół Świętej Rodziny w Semmering                                               |         |
| 13  | St. Valentin-Landschach       | Parafia św. Walentego                                | Kościół św. Walentego w St. Valentin-Landschach                                   |         |
| 14  | Wimpassing im Schwarzatale    | Parafia Niepokalanego Serca Najświętszej Maryi Panny | Kościół Niepokalanego Serca Najświętszej Maryi Panny w Wimpassing im Schwarzatale |         |